# Paula Español
Paula Irene Español (Buenos Aires, 15 de julio de 1975) es una docente universitaria, Doctora de Economía, y política argentina. Es docente de la Universidad de Buenos Aires (UBA), doctorada en Economía en la Escuela de  Estudios superiores en Ciencias Sociales (EHESS) de París.
Se desempeñó como Subsecretaria de Comercio Exterior en el Ministerio de Economía y Finanzas Públicas. Fue directora del Centro de Estudios para la Producción (CEP), y Gerenta de Finanzas de la Compañía Administradora del Mercado Mayorista Eléctrico (CAMMESA). 
Creó Radar Consultora en 2016, la cual dirigió hasta la asunción como Secretaria de Comercio Interior. Fue candidata a Senadora Nacional ocupando el segundo lugar en la lista del Frente para la Victoria en las elecciones legislativas de Argentina de 2013 por la Ciudad Autónoma de Buenos Aires.
Entre diciembre de 2019 y octubre de 2021 se desempeñó como Secretaria de Comercio Interior de la Nación Argentina, siendo luego reemplazada por Roberto Feletti. Luego se desempeñó en el Ministerio del interior, trabajando en la coordinación de estrategias y proyectos de desarrollo a nivel federal.

## Trayectoria
- 2004: Profesora Universitaria en la UNQUI
- 2012: Subsecretaria de Comercio Exterior y Relaciones Internacionales, Ministerio de Economía y Finanzas Públicas de la Nación Argentina.
- 2012-2013: Gerenta de Administración y Finanzas, CAMMESA - Compañía Administradora del Mercado Mayorista Eléctrico.[3]
- 2014-2015: Subsecretaria de Comercio Exterior, Secretaría de Comercio, Ministerio de Economía y Finanzas Públicas de la Nación Argentina.
- 2019-2023: Secretaría de Comercio Interior, Ministerio de Desarrollo Productivo de la Nación Argentina.

## Publicaciones
- 2007: Exports, sunk costs and financial restrictions in Argentina during the 1990s.[4]
- 2007: “El impacto asimétrico de la restricciones al financiamiento en Argentina. Comparación por sector, tamaño y origen de capital (1995-2003).[5]
- 2008: Les Liaisons dangereuses: a Minskyan approach to the relation of credit and investment in Argentina during the 1990s[6]
- 2010: “Speculative Financial Behaviour and Financial Fragility in Developing Countries. The Case of Argentina 1992-2001”[7]
- 2010: "Empleo industrial en la posconvertibilidad. Una aproximación del período 2003-2008 bajo una mirada de largo plazo"[8]
- 2010: “¿Mayores y mejores exportaciones industriales? Un análisis del potencial de upgrading sectorial en la canasta exportadora argentina de la post-convertibilidad"[9]
- 2011:  “La (re)construcción de un proyecto nacional para el desarrollo. Algunas notas para alentar la discusión”[10]